# Кирси сир Орн
Кирси сир Орн (фр. Curcy-sur-Orne) насеље је и општина у северној Француској у региону Доња Нормандија, у департману Калвадос која припада префектури Кан.
По подацима из 2011. године у општини је живело 458 становника, а густина насељености је износила 33,75 становника/km². Општина се простире на површини од 13,57 km². Налази се на средњој надморској висини од 150 метара (максималној 227 m, а минималној 16 m).

## Демографија
| 1962. | 1968. | 1975. | 1982. | 1990. | 1999. | 2011. |
| ----- | ----- | ----- | ----- | ----- | ----- | ----- |
| 272   | 292   | 276   | 312   | 327   | 382   | 458   |

График промене броја становника у току последњих година